# Convento dei piaristi di Podolínec
Il Convento dei Piaristi di Podolínec è un convento con annesso collegio fondato nel 1642 da Stanisław Lubomirski: è uno dei primi conventi dei Chierici regolari poveri della Madre di Dio delle scuole pie, detti anche Piaristi o Scolopi, all'estero. Il più famoso padre guardiano fu Stanisław Konarski, che entrò nell'ordine dei Piaristi nel 1715. Nel 1950 il collegio fu occupato dalla polizia cecoslovacca e trasformato in un campo di internamento per centinaia di religiosi. Dal 1992 ospita una casa dei redentoristi.

## Storia

### Le origini
Il convento con annesso collegio fondato nel 1642 dallo starosta (in latino capitaneus) di Spiš, Stanisław Lubomirski. L'intenzione di Stanisław Lubomirski era di ricattolicizzare la zona dello Spiš, in cui la Riforma protestante aveva attecchito durante la Guerra dei trent'anni.
La città di Podolínec era allora soggetta al re di Polonia, che con la fondazione del convento voleva perseguire due obiettivi: assicurare alla regione montuosa dello Spiš un servizio scolastico di base e nel contempo stabilire un centro di predicazione e di missione. Stanisław Lubomirski invitò dunque il provinciale moravo degli Scolopi, l'italiano Onofrio Conti e scelsero insieme una conveniente porzione di terreno sulla sponda sinistra del fiume Poprad. Il 20 novembre dello stesso anno Onofrio Conti inviò 3 sacerdoti, 5 fratelli e 10 novizi al nuovo convento provvisorio, il 10 dicembre fu benedetta la scuola, le cui lezioni ebbero inizio il 18 giugno 1643, ospitate in due edifici nel cortile del castello, in attesa della costruzione di un edificio apposito.
Nel 1651 la chiesa dedicata a Santo Stanislao fu consacrata solennemente dal vescovo ausiliare di Cracovia Mikołaj Oborski.
La scuola prevedeva inizialmente due soli classi, ma gradualmente furono istituite nuove classi: già nel 1651 l'insegnamento era organizzato in sette classi. Gli allievi erano di lingua slovacca, tedesca, alcuni anche di lingua ungherese, ma l'insegnamento era impartito in latino. Sebbene la maggioranza degli allievi fosse cattolica, alcuni erano protestanti e fra questi non mancarono le conversioni al Cattolicesimo. Dai dati dell'archivio si desume che il numero degli studenti nel XVII secolo fosse di circa duecento allievi: toccò il massimo nel 1701 con 365 allievi. L'insegnamento dei piaristi era rivolto a tutte le classi sociali, per questo motivo le classi miravano anzitutto a fornire una preparazione di base; tuttavia Podolínec divenne un centro importante e già nella seconda metà del XVII secolo era possibile accedere a un'istruzione superiore. Lo stesso san Giuseppe Calasanzio, il fondatore dell'Ordine, visitò personalmente la scuola, che considerava non meno importante di quella di Mikulov.
Il 28 febbraio 1669 il convento fu colpito da un incendio che distrusse anche l'altare maggiore.
Nel 1701 il convento ospitò Francesco II Rákóczi, in fuga verso la Polonia dopo essere evaso dal carcere di Wiener Neustadt in cui l'aveva rinchiuso l'imperatore Leopoldo I.

### Sotto la monarchia asburgica
Il periodo d'oro del collegio terminò quando nel 1772 la zona dello Spiš tornò a far parte del Regno d'Ungheria, in cui l'istruzione era regolamentata più severamente e in particolare con le leggi di Giuseppe II (giuseppinismo) fortemente assoggettata al controllo dello Stato. I corsi furono organizzati in un ginnasio, seguendo la Ratio educationis del 1777.
Il ginnasio fu chiuso nell'epoca della legislazione repressiva di Alexander Bach. Le ultime classi della scuola popolare continuarono a essere mantenute temporaneamente. I cittadini di Podolínec erano interessati a ripristinare la scuola ad ogni costo e il vescovo di Spiš sostenne i loro sforzi. Superata la mancanza di insegnanti, l'inaugurazione cerimoniale ebbe luogo il 1º ottobre 1866 con 38 alunni. 

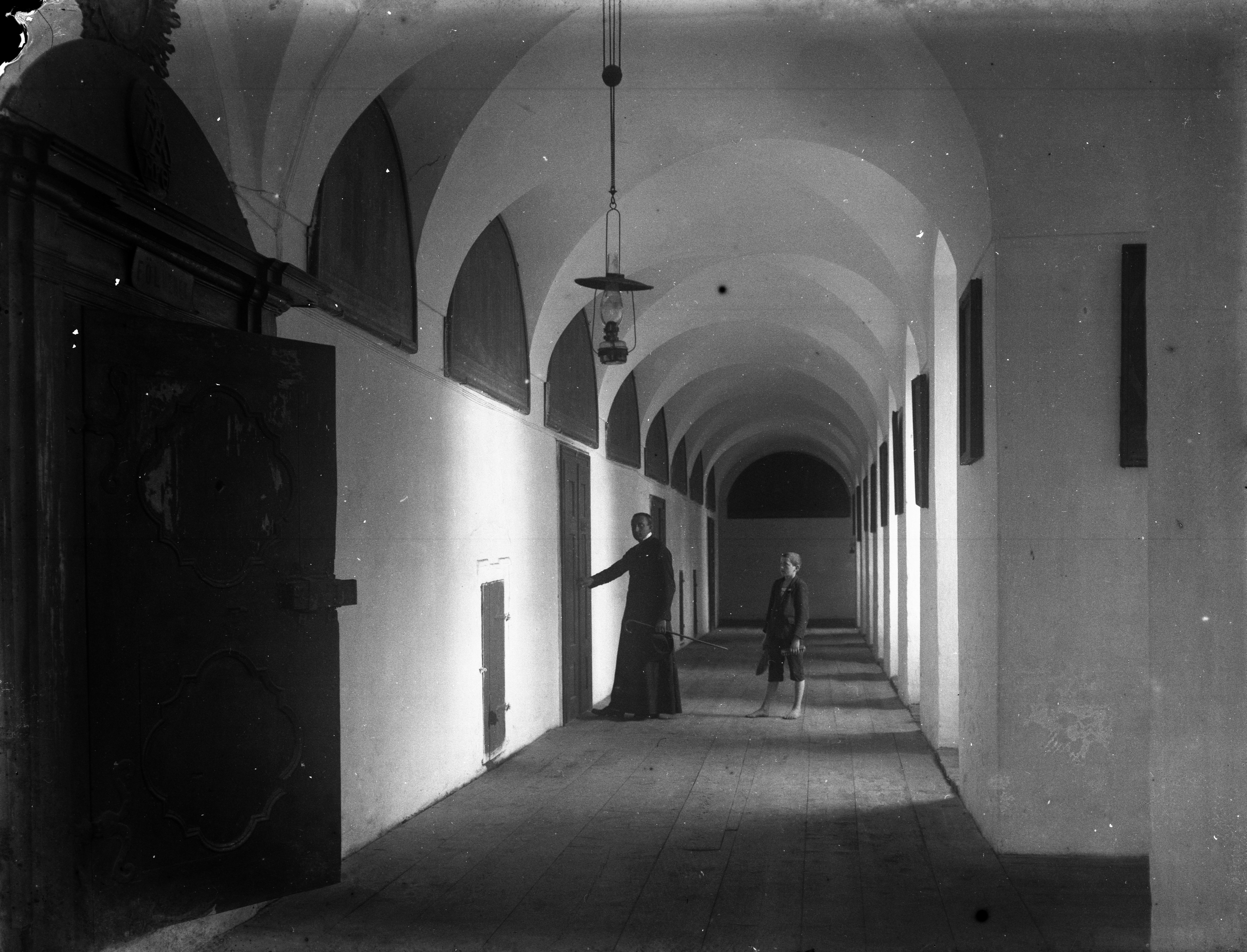
Un frate piarista nel convento, nel 1906.

Nel 1912 il Ministero del Regno d'Ungheria richiese all'Ufficio edile regionale di esaminare la proposta di ricostruire il vecchio edificio per ospitare un corso completo di otto anni. La ricostruzione non fu giudicata economicamente vantaggiosa, con la conclusione che sarebbe stato meglio costruire un nuovo edificio scolastico. Tuttavia, a seguito dello scoppio della Prima guerra mondiale, non poté essere realizzato. E mentre il numero di studenti calava, il 4 giugno 1917 la scuola fu trasformata in un ginnasio inferiore.

### La nascita della Cecoslovacchia
Dopo la nascita della Cecoslovacchia, l'Ordine degli Scolopi rimase sotto il governo di un provinciale ungherese. D'altro canto il nuovo governo cecoslovacco non aveva grande interesse nelle scuole della Slovacchia, e specialmente non in quelle di una regione così remota. Il ginnasio fu chiuso, gli studenti furono rimandati a casa e il 30 agosto 1919 i piaristi partirono per l'Ungheria. Rimase solo il padre Felix Szepesi, nativo di Spiš, come custode. Il 10 novembre 1919 l'esercito occupò il ginnasio. Dopo 277 anni di attività, il ginnasio di Podolínec cessò di funzionare.
I cittadini cercarono di ripristinare il ginnasio. Nel 1925 visitò Podolínec il ministro della pubblica istruzione Milan Hodža, che era negli Alti Tatra. La città offriva un milione di corone per la nuova scuola. Il ministro inizialmente rifiutò, considerando l'edificio antigienico e inadatto e poi chiese di costruire una nuova scuola. Espresse la sua opinione negativa: "Non istruirò il proletariato spirituale, siamo pieni di scuole superiori".
Nel 1931 problemi economici imponevano la chiusura del ginnasio cecoslovacco di Kežmarok. I cittadini di Podolínec si recarono dal ministro Ivan Dérer, offrendo nuovamente un milione di corone per il ginnasio. Il ministro diede loro una risposta amara: "La tradizione del liceo di Podolínec è già tramontata, e non la ripristinerete mai. Il governo vi chiese una nuova scuola, voi rifiutaste e ora non l'avrete neanche per un milione di corone."

### I redentoristi
Dopo la partenza dei piaristi, l'esercito cecoslovacco si insediò nel monastero, trasformato in caserma. Il 2 febbraio 1922 i piaristi cedettero il monastero, la chiesa e il giardino al vescovo di Spiš in usufrutto per otto anni. Il vescovo Ján Vojtaššák lo assegnò ai redentoristi della provincia di Praga, con cui si accordò il 23 maggio 1922.
Fu necessario apportare ampi adattamenti a cui il vescovo di Spiš contribuì. La chiesa del monastero serviva per l'assistenza spirituale degli Slovacchi, mentre i tedeschi andavano a Messa nella chiesa parrocchiale. Però il monastero era ancora utilizzato come caserma, cosicché i redentoristi nel 1927 decisero di trasferirsi a Stráže, vicino a Poprad.
I redentoristi tornarono nel 1941, quando i piaristi decisero di vendere loro tutta la loro proprietà per 170 000 corone. Alla fine di agosto giunsero a Podolínec i primi novizi, ma i corsi del noviziato non incominciarono e nel frattempo scoppiò l'Insurrezione nazionale slovacca. I tedeschi in ritirata volevano far saltare in aria il monastero, in cui erano custodite le munizioni, per non farle cadere in mano dei partigiani e alla fine i frati ottennero che il convento fosse risparmiato con la promessa di gettare le munizioni nel fiume.
I novizi dovettero partire nel 1946, perché il nuovo governo cecoslovacco non permetteva scuole private. Si trasferirono a Rožňava. Il convento divenne allora una casa di esercizi spirituali; in seguito l'edificio fu affittato al comune, che vi alloggiò le scuole comunali.

### Il campo di internamento per religiosi

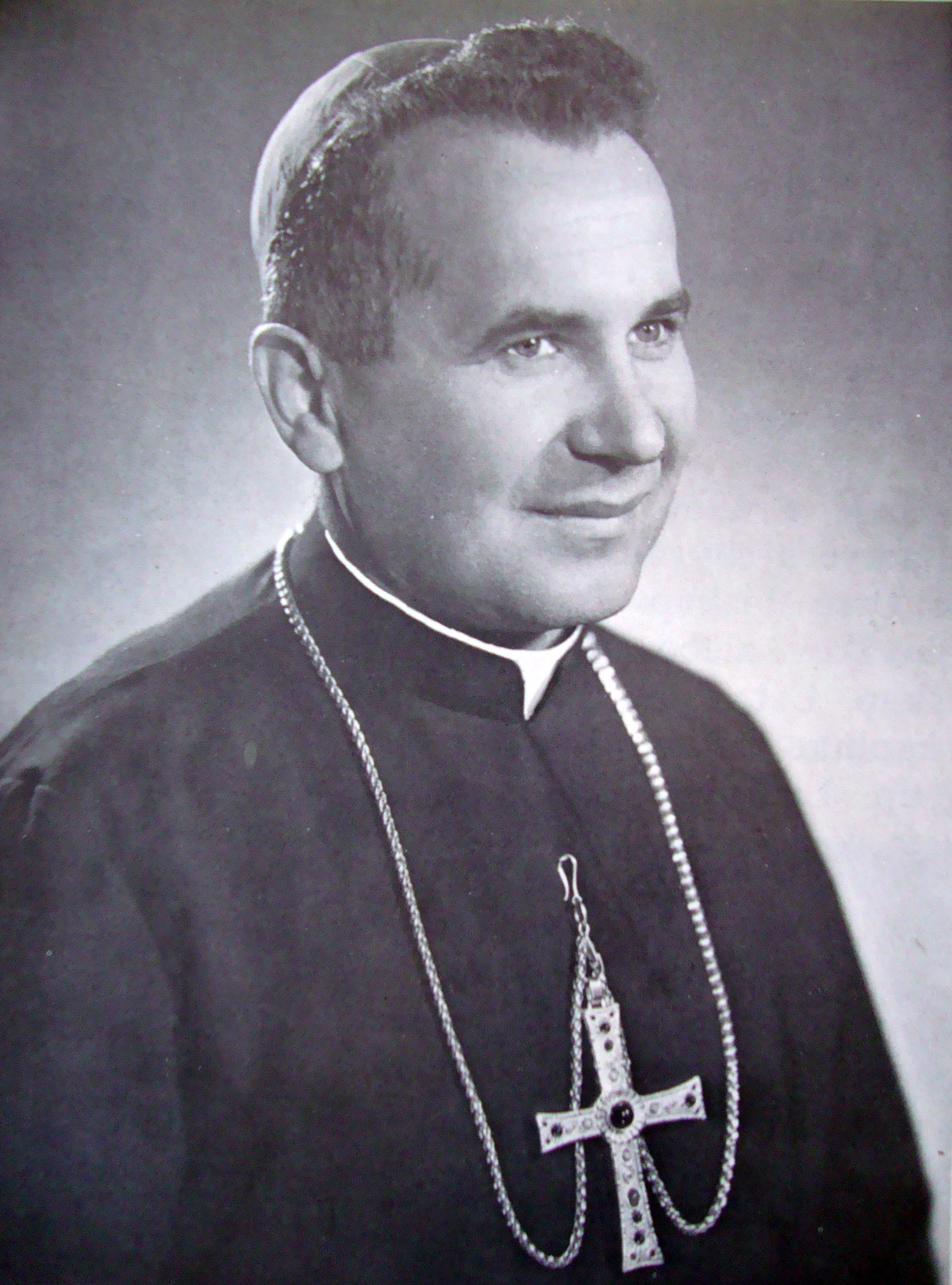
Il vescovo Pavol Hnilica fu internato a Podolínec.

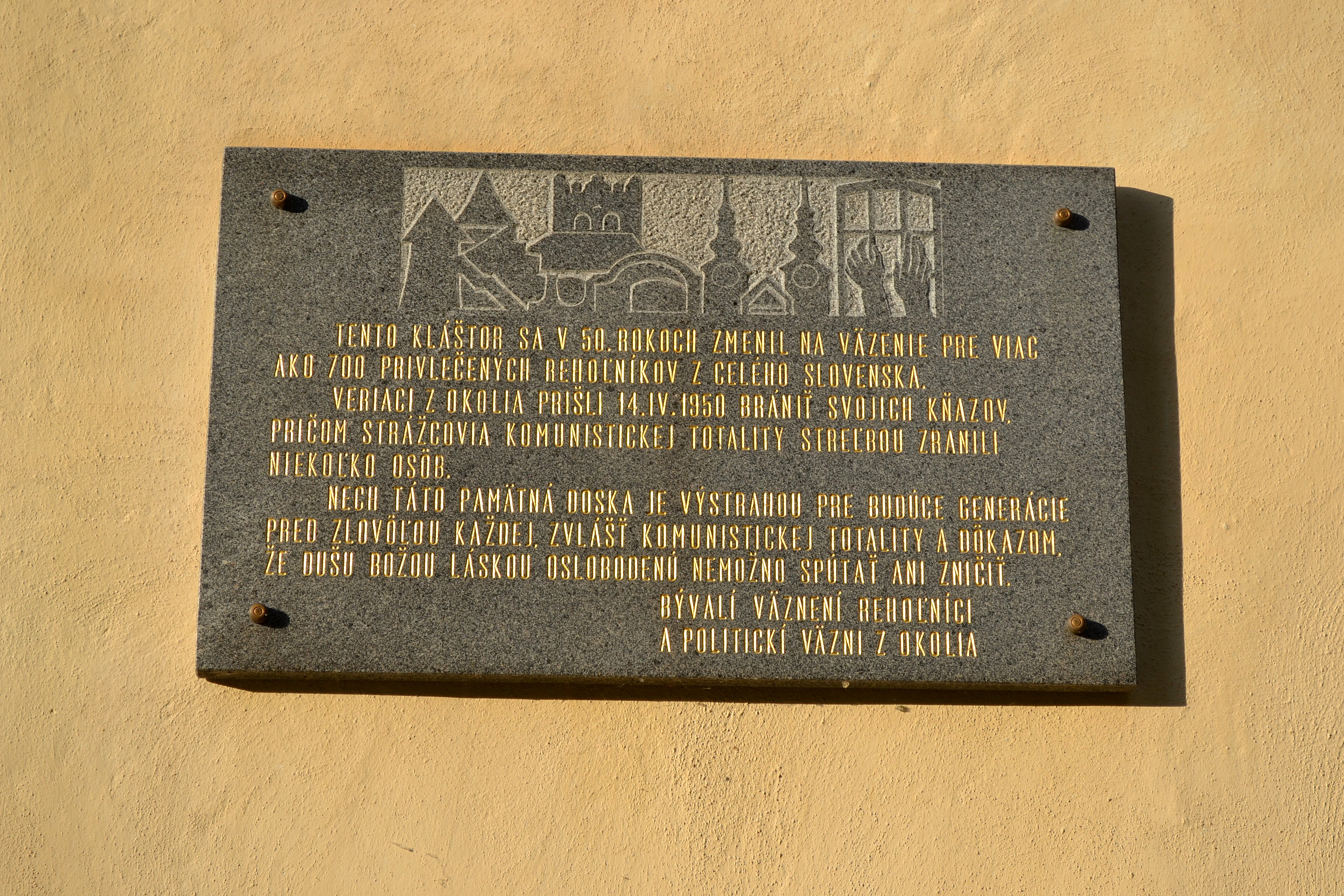
Una targa commemorativa del campo di internamento per religiosi.

Nella notte tra il 13 e il 14 aprile 1950, circa 50 gendarmi e miliziani invasero il monastero. L'intero monastero fu occupato. Il 14 aprile iniziarono ad arrivare i religiosi degli altri monasteri della Slovacchia. Il monastero di Podolín divenne un campo di internamento per i religiosi. Il numero di internati continuò ad aumentare per diversi giorni. Vi furono portati anche i sacerdoti diocesani di Močenok, all'epoca ribattezzata Sládečkovce, e i francescani di Hlohovec, e anche tutti i sacerdoti greco-cattolici che non accettavano di divenire ortodossi. In totale i religiosi internati furono più di settecento.
Gli abitanti della città e dei villaggi vicini che cercarono di aiutarli, furono arrestati dai gendarmi e brutalmente picchiati, dopodiché furono portati in prigione e condannati.
Fra i prigionieri ci furono il futuro cardinale Ján Chryzostom Korec, il vescovo Pavol Hnilica, il futuro vescovo Peter Dubovský e il poeta Gorazd Zvonický.
Il campo di internamento di Podolínec fu improvvisamente chiuso alla fine del novembre del 1951. Negli anni dal 1952 al 1962, le suore religiose furono internate nel monastero. In seguito il monastero ospitò le scuole statali: una scuola per apprendisti e poi un collegio speciale.

### Il ritorno dei redentoristi
Nel gennaio del 1990 i redentoristi arrivarono per la terza volta nel monastero di Podolínec.
Nel novembre del 1991, la scuola speciale fu convertita nella Scuola di San Clemente Maria Hofbauer. Oggi esiste una scuola cattolica di formazione professionale per muratori, mobilieri, parrucchieri, cuochi e camerieri.

## Architettura

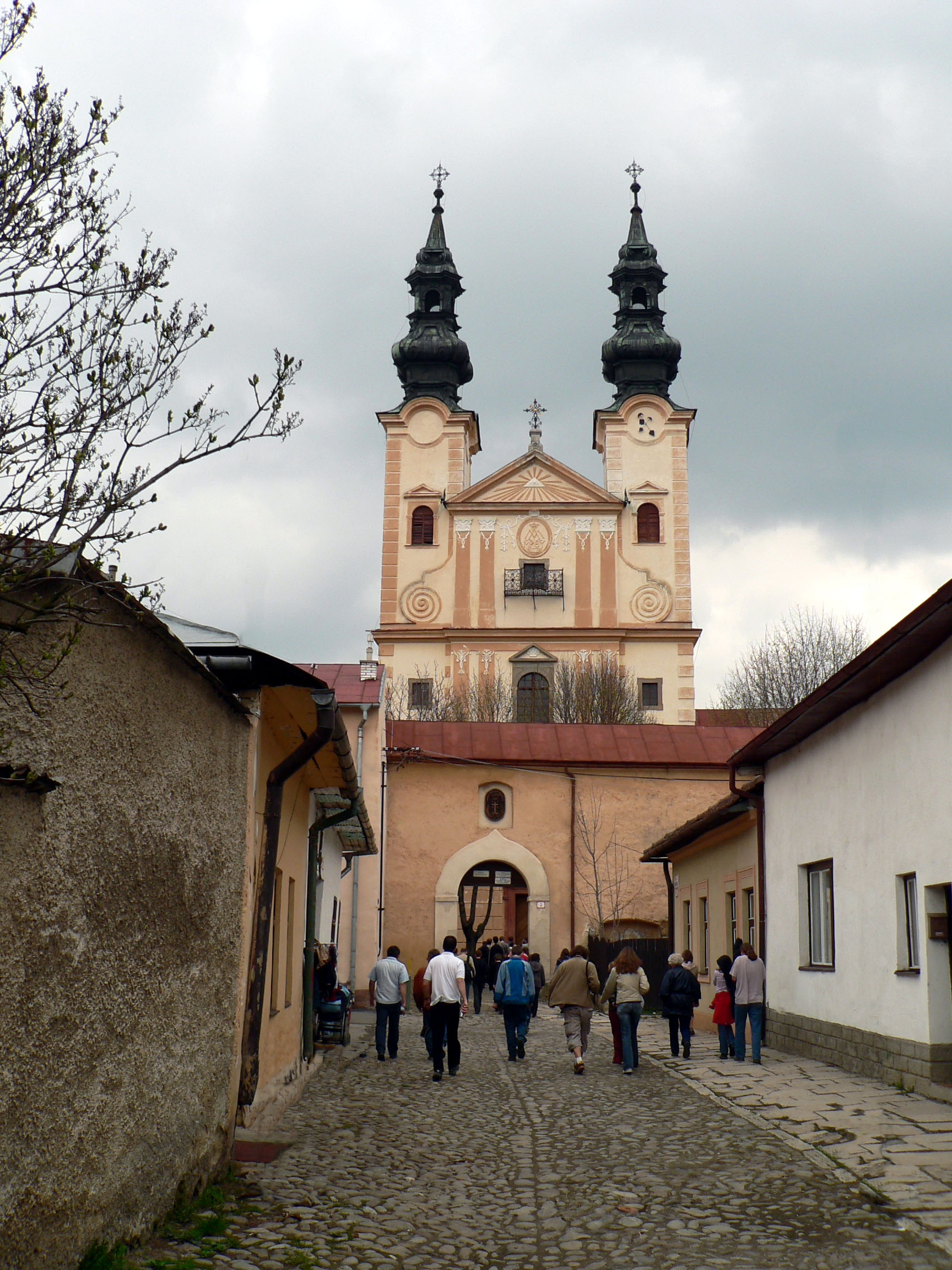
L'elegante facciata della chiesa.

Il complesso del primo barocco fu costruito nella parte nord-orientale di Podolínec, dietro le mura, tra il 1642 e il 1648, secondo il progetto e sotto la supervisione dell'architetto viennese Pochsberger.
L'edificio del monastero è su due livelli con quattro torri e al suo centro c'è una chiesa con due campanili che divide il cortile interno in due parti. Patrono della chiesa è il vescovo di Cracovia, il martire dei Santo Stanislao, la cui immagine è sopra l'ingresso della chiesa. I campanili sono alti 44 metri. La facciata della chiesa è insolitamente bella. La divisione orizzontale è evidenziata dal forte cornicione sopra il quale è un balcone di ferro. Le attuali sommità delle torri hanno un sapore rococò. Internamente la chiesa è uno splendido spazio barocco, oltre all'altare maggiore secentesco dedicato a Santo Stanislao, sono presenti quattro altari laterali settecenteschi dedicati alla Vergine Maria, alla Santa Croce, a san Filippo Neri e a santa Caterina.